# Шефката на шампиона
„Шефката на шампиона“ (на испански: La jefa del campeón) е мексиканска теленовела от 2018 г., режисирана от Уалтер Доенер и Виктор Ерера и продуцирана от Роберто Гомес Фернандес за Телевиса. Версията, написана от Химена Суарес и Мариса Гаридо, е базирана на колумбийската теленовелата La mamá del 10, създадена от Ектор Родригес и Алехандро Торес.
В главните роли са Африка Савала, Карлос Феро и Енрике Арисон, а в отрицателните – Клаудия Рамирес, Ванеса Бауче и Сайде Силвия Гутиерес.

## Сюжет
Тита Менчака е жена с ограничени финансови възможности, но въпреки това е твърдо решена да помогне на децата си, Рей и Фабиола, да успеят в живота. Когато е изоставена от съпруга си, Уалдо, тя се премества в столицата, за да подреди живота си на самотна майка. С течение на времето синът ѝ Рей мечтае да се превърне в един от най-успешните футболисти в страната. Това желание на Рей кара Тита да направи всичко възможно, за да помогне на сина си да осъществи своята мечта.
Това е вдъхновяваща история, посветена на личностното усъвършенство и различният начин, по който се разкрива връзката между майка и син, майката, която е загрижена за благополучието на детето си и насърчаваща го, за да постигне целите си.
| „    | Обещавам ти, че един ден ще бъдеш голяма фигура във футбола. | “ |
| Тита |                                                              |   |

| „   | Никога ни ми каза, че ще бъде лесно, даваше ми сили за всяко предизвикателство. Това, което ни прави непобедими, е, че постигаме мечтите си. Никой не разбира болката ти, никой не вижда сълзите в очите ти. Сърцето ти бие тихо и никой не го чува. Вярваше в мен и ме научи да не се отказвам, да се боря за това, което искам, да му се отдам... И винаги ставай сутрин с повече сила. Кой друг би могъл да си даде живота заради едно обещание? Благодаря ти, мамо. | “ |
| Рей | |   |

## Актьори
- Африка Савала – Рената „Тита“ Менчака
- Карлос Феро – Даниел „Бомбата“ Родригес
- Енрике Арисон – Рейналдо „Рей“ Браво Менчака
- Клаудия Рамирес – Надя Падия де Линарес
- Алехандра Роблес Хил – Фабиола Браво Мендес
- Алберто Агнеси – Уалдо Браво
- Едгар Вивар – Педро Менчака
- Ванеса Бауче – Мартина Моралес
- Марисол дел Олмо – Саломе Салас
- Сайде Силвия Гутиерес – Сара Ортис
- Аксел Рико – Фройлан Авила
- Раул Коронадо – Делфино Самора
- Дагоберто Гама – Бонифасио Дуран
- Хема Гароа – Хеновева Товар
- Лало Паласиос – Гонсало Койоте Нуниес
- Джошуа Гутиерес – Матиас Сандовал Росас
- Фернанда Урдапиета – Валерия Линарес Падия
- Кристиан Рамос – Хоел Саламия
- Джина Педрет – Инес Нуниес
- София Кампоманес – Фрида Авила Салас
- Адалберто Пара – Макарио Мендиета
- Ектор Котсифакис – Данте Кимал
- Луис Гатика – Емилиано Линарес
- Виктория Виера – Валерия Линарес Падия (дете)
- Джоана Сарсар – Фрида Авила Салас (дете)
- Лука Валентини – Рейналдо Браво Менчака (дете)
- Шаула Понсе де Леон – Фабиола Браво Мендес (дете)
- Родриго Вираго – Арсенио
- Давид Каро Леви – Енрике Мартинес
- Марсела Руис Еспарса – Карина Видал
- Патрисия Мартинес – Малена Росас
- Луис Сепеда – Хеско

## Премиера
Премиерата на Шефката на шампиона е на 11 юни 2018 г. по Las Estrellas. Последният 61. епизод е излъчен на 2 септември 2018 г.
| Година | Излъчване              | Брой епизоди | Премиера    | Премиера            | Финал            | Финал               |
| Година | Излъчване              | Брой епизоди | Дата        | Рейтинг (в милиони) | Дата             | Рейтинг (в милиони) |
| ------ | ---------------------- | ------------ | ----------- | ------------------- | ---------------- | ------------------- |
| 2018   | понеделник-петък 18:30 | 61           | 11 юни 2018 | 4.7                 | 2 септември 2018 | 2.3                 |

## Продукция
Снимките на теленовелата започват на 23 април 2018 г.

## Версии
- La mamá del 10 (2018), колумбийска теленовела, продуцирана от Андрес Марокин и Сесилия Васкес, с участието на Карен Инестроса, Серхио Ерера и Каролина Лопес.